# ニーベルングの指環 (映画)
『ニーベルングの指環』（原題: Ring of the Nibelungs または Dark Kingdom: The Dragon King, Die Nibelungen, Curse of the Ring, Sword of Xantenとも）は、ドイツ、イタリア、イギリス、アメリカのテレビ映画。
この作品は、3パートに分かれた構成となっている。
イギリスでは2004年11月に劇場公開された一方、ドイツではSat.1で2004年11月29日と30日に放送された。2005年12月23日にはイギリスのチャンネル4でもSword of Xantenというタイトルで放送された。アメリカ合衆国ではDark Kingdom: The Dragon Kingとタイトルを変更されたうえで、2006年3月27日にサイファイチャンネルで放送された。

## キャスト
※括弧内は日本語吹替
- エリック / ジークフリート - ベンノ・フユルマン（綱島郷太郎）
- グリームヒルト - アリシア・ウィット（片岡身江）
- ブリュンヒルデ - クリスタナ・ローケン（本田貴子）
- エイヴィン - マックス・フォン・シドー（木村雅史）
- ハーゲン - ジュリアン・サンズ（浦山迅）
- グンター王 - サミュエル・ウェスト（坂詰貴之）
- ギーゼルヘルム - ロバート・パティンソン（石井揮之）
- アルベリヒ - ショーン・ヒッグス（小川隆市）
- King Thorkwin - ゲッツ・オットー
- ゾーキルト王 - ラルフ・メラー（向井修）
- Queen Siegland - タムシン・マッカーシー
- ジークムント王 - レオナルド・モス（松平真之介）
- ハルベラ - アレッタ・ベズイテンホート（二瓶美江）
- レナ - マヴィ・ホルヴィガー（三ツ木勇気）
- ジークリンデ - タムシン・マッカーシー（渡辺育子）
- カルステン - ジェレミー・フィリップス（木下尚紀）
- 3歳のジークフリート - Ryan Slabbert
- Dankwart - ディーン・スレイター